# Прушкув-Приміський
Прушкув-Приміський або Прушкув WKD (пол. Pruszków WKD) — пасажирська станція польської залізниці, розташована у місті Прушкув, яка обслуговує приміські маршрути WKD. 